# Tokugawa Harutoshi
Tokugawa Harutoshi (徳川 治紀, , 7 de dezembro de 1773 - 10 de outubro de 1816) foi um Daimyō do Período Edo da História do Japão, que governou o Domínio de Mito (na Província de Hitachi) de 1805 a 1816 .

| Precedido por Tokugawa Harumori | - 7º Líder do Ramo Mito 1805-1816 | Sucedido por Tokugawa Narinobu |
| Precedido por Tokugawa Harumori | 7º Daimyō de Mito 1805-1816       | Sucedido por Tokugawa Narinobu |